# ثابت رحمان
محمودوف ثابت کریم اوغلو (به ترکی آذربایجانی: Mahmudov Sabit Kərim oğlu) معروف به محمد ثابت رحمان (به ترکی آذربایجانی: Sabit Rəhman) (۱۹۷۰-۱۹۱۰) یکی از راه‌گشایان ادبیات فارسی نوین آذربایجان شوروی 

## زندگی‌نامه

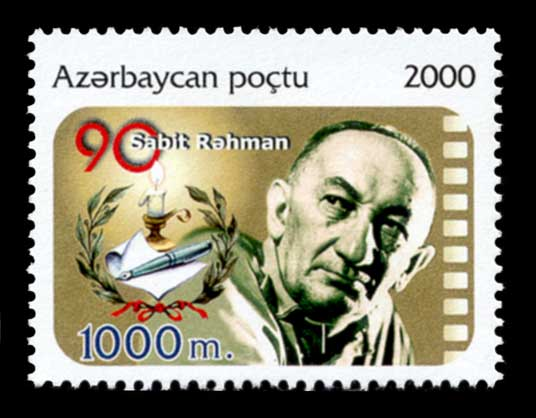
نگاره ثابت رحمان بر روی تمبر

نویسندگی را با انتشار مقالاتی در روزنامه ملانصرالدین آغاز کرد. 
وی خود را شاگرد میرزافتحعلی آخوندوف، جلیل محمد قلی زاده، عبدالرحمن حقویردیف و جعفر جبارلی می‌داند.

و درباره جبارلی می‌گوید: 
او به من مشاهده دقیق دگرگونی‌هایی را که انقلاب سوسیالیستی در زندگیمان پدید آورد، و نیز چگونگی تصویر و توصیف مبارزه مرگ و زندگی کهنه و نو را آموخت.
ثابت رحمان در رشته‌های گوناگون ادبیات، از جمله آثار کلاسیک اروپا و روسیه به زبان آذربایجانی گرفته تا طنز، نمایشنامه، لیبرتو، فیلمنامه، داستان کوتاه و بلند و رمان‌نویسی ذوق‌آزمایی کرده، در هر کدام از رشته‌های یاد شده، آثاری پدید آورده‌است.

## آثار

### نمایشنامه‌ها
- عروسی
- خوشبخت‌ها
- آشناها
- روشنایی
- دختر نامزد
- بادها
- دروغ
- علی قلی ازدواج می‌کند
- زنده‌ها(که دنباله مرده‌های جلیل محمدتقی‌زاده‌است)

### داستان‌ها و قصه‌ها
- بی‌وفا
- اشک‌های شوق
- آرزوها
- شاپایا
- ماجراهای میرقاسم
- پریشان
- هار
- فاجعه آخر
- رمان نینا

### فیلم‌نامه‌ها و لیبرتوها
- احمد در کجاست
- ستاره
- هجران
- آن نشد این یکی باشد (مشهدی‌عباد)